# PLGA NPs
Le PLGA NPs sono le nanoparticelle a base di Poly, (lactic-co-glycolic acid) (PLGA).
Sono una delle più rilevanti classi di nanoparticelle utilizzate nel campo della medicina, farmaceutica, biotecnologie e diagnostica per via delle loro proprietà peculiari:
- Sono biodegradabili; biocompatibili; altamente caratterizzate; approvate dall'FDA (Food and Drug Administration) e dall'EMA (European Medicine Agency);
- Sono funzionalizzabili. Esse possono essere sintetizzate attraverso la tecnica "solvent evaporation technique" dove il processo coinvolge i seguenti steps:
- il copolimero PLGA viene disciolto all'interno di una soluzione di acetone in stirring, la fase organica viene aggiunta in dropwise all'interno di una soluzione acquosa formando una soluzione water-in-oil - Una volta creata la soluzione lattiginosa, il solvente organico potrà essere rimossa per evaporazione

La "Driving force" di tale nanomateriale è la sua peculiarità nel poter incapsulare molecole sia idrofiliche che idrofobiche sciogliendo l'incapsulato nella fase acquosa o organica rispettivamente.
Al fine di incrementare l'efficienza di incapsulazione si può utilizzare un ulteriore step, dove viene creata una soluzione water-oil-water aggiungendo la soluzione precedente in dropwise in una seconda soluzione acquosa con volumi maggiori.
Il release in un organismo ospite viene favorita dalla sua degradazione sostenuta in soluzione acquosa e, ancor più favorita, a temperature maggiori compatibili con quelli fisiologici.